# Bieito Vázquez
Bieito Martínez Vázquez (1925 – 1998) fue un pintor y escultor gallego con una obra donde destaca su temática y sus cualidades de estilo y técnica. Centró su hacer artístico en un expresionismo figurativo manteniendo la figura femenina como tema casi monográfico de su trabajo. Como aprecia José Curt, comisario de la exposición "De onte a hoxe: catro pintores en Pontevedra", organizada por el Museo de Pontevedra entre el 28 de noviembre de 2014 y el 12 de enero de 2015:

"Bieto pintaba, generalmente, mujeres. No le iban las boinas pret a porter del paisano gallego. Y eso que en aquella época la boina era para el labrego algo así como las cejas, una pieza más de su anatomía. Lo que había debajo de aquellas boinas era un secreto de alcoba... Pero a Bieto solo le inspiraban las mujeres de pañolón negro anudado en la frente en un modo que era una liturgia antropológica, la seña de identidad de la mujer gallega de entonces. No quería modelos."

Entre su extensa obra se encuentra el retrato de la poeta gallega Rosalía de Castro titulado A Dona Inmorrente. Bieito M. Vázquez pintó este cuadro con motivo del centenario de la publicación de Follas Novas, una de las obras más importantes de Rosalía. Lo adquirió la Junta de Galicia y se exhibe en el salón de actos del palacio compostelano de Raxoi. 

## Biografía
Bieito Martínez Vázquez nació en la parroquia de Bora de la ciudad de Pontevedra, capital de la provincia homónima en Galicia (España) en el año 1925. Fue el primogénito del matrimonio formado por Benito Martínez y María Vázquez. Su padre era cantero y su madre campesina. Al poco de nacer, su familia se trasladó a Mourente donde transcurrió su infancia. Sufrió la enfermedad del Mal de Pott lo que le obligó a permanecer encamado durante trece años en el sanatorio antituberculoso de A Lanzada. Durante este periodo realizó numerosos dibujos que causaron admiración entre sus compañeros internos, haciéndose notar sus cualidades para el dibujo. Debido al cierre del sanatorio, fue trasladado a La Coruña y pasó cuatro meses en un hospital de dicha localidad, hasta que fue dado de alta.
A su regreso a Pontevedra comenzó a trabajar en el estudio del fotógrafo pontevedrés Chao, donde aprendió el oficio de fotógrafo. A partir de entonces compaginó esta profesión con la práctica continua de la pintura y el modelado, frecuentando museos y exposiciones, y tratando de aprender todo lo que pudo, convirtiéndose en autodidacta. Contrajo matrimonio en 1959 con Josefa Chico, mujer que tuvo una gran influencia en su obra.
Expuso su obra por primera vez en 1972, en la Sala de Arte de la Delegación de Información y Turismo de la ciudad de Pontevedra. A esta exposición le siguieron muchas otras, individuales y en conjunto, destacando entre ellas "Arte Gallego", celebrada en la Galería Cid de Madrid y la I Muestra de Pintura Gallega en la Sala Van Gogh de Vigo, ambas en 1975. En 1976 fue pensionado por la Excelentísima Diputación Provincial de Pontevedra con la “Bolsa para ampliación de estudios en el extranjero”, y viajó a París, Barcelona y Caracas. En 1977 obtuvo el premio "Ciudad de Pontevedra" por su labor artística.
En 1979 falleció su madre, María Vázquez, a la que estaba muy unido y en la que se inspiró para hacer muchas de las figuras de sus cuadros, siendo un retrato de ella una de sus mejores obras. 
Ese mismo año dejó de trabajar como fotógrafo en el estudio de Chao para dedicarse por completo a la pintura y a la escultura. Entre 1979 y 1996, realizó numerosas exposiciones, tanto individuales como colectivas, en Galicia, en varias ciudades españolas y en el extranjero. Formó parte del Grupo Eixo, creado con los pintores Arturo Cifuentes, Jaime Falcón, Ricardo Ferreiro y Rogelio Lorenzo, con la finalidad de que los artistas trabajasen colectivamente y divulgasen por toda España el arte que se hacía desde Pontevedra.
Murió en Valencia (España) el 27 de octubre de 1998.

## Obra
La obra de Bieito M. Vázquez destaca, según el crítico de arte Remigio Nieto, por poseer un estilo expresionista moderado, de corte romántico, y una pincelada de gestualidad temblorosa y matices verdigrises. Bieito M. Vázquez escudriña los misterios de la Galicia profunda, sus mitos y leyendas, y, sobre todo, exalta la dignidad de las mujeres trabajadoras, su amor maternal, la frescura de las jóvenes y la ternura e inocencia de los niños.
En una entrevista realizada por Remigio Nieto en 1983, Bieito M. Vázquez define así su forma de pintar:

"Tengo un compromiso total, de manera social y apasionada por Galicia. Un compromiso espontáneo. Mi técnica responde a la necesidad de expresarlo con la mayor claridad posible. No necesito buscar modas, no busco una modernidad ni una pintura pretendidamente vanguardista."

Algunas de sus obras son:
- 1953 – Da aldea do monte (óleo/lienzo, 50 x 40 cm)
- 1954 – O noso eirado (óleo/lienzo, 55 x 46 cm)
- 1965 – Polos vieiros da fraga (óleo/lienzo, 46 x 33 cm)
- 1973 – Sotoxusto. Redondela (óleo/lienzo, 46 x 38 cm)
- 1974 – O Berro (óleo/lienzo, 50 x 70,5 cm)
- 1974 – Aquelarre (óleo/lienzo, 82 x 100 cm)
- 1975 – Miña Nai (óleo/lienzo, 65 x 81 cm)
- 1977 – Conversa (óleo/lienzo, 43 x 73 cm)
- 1978 – Meigas (óleo/lienzo)
- 1979 – Desconsolada (óleo/lienzo)
- 1980 – A Dona Inmorrente (óleo/lienzo, 95 x 143 cm)
- 1980 – Autorretrato (óleo/lienzo, 65 x 81 cm)
- 1981 – Costureira (óleo/lienzo, 29 x 38 cm)
- 1981 – Vendedora de queixos (óleo/lienzo)
- 1982 – Descansando (óleo/lienzo)
- 1982 – Retrato Fina (óleo/lienzo, 65 x 81 cm)
- 1982 – Moza (óleo/lienzo, 51 x 70 cm)
- 1982 – Na noite meiga de San Xoan (óleo/lienzo, 100 x 50 cm)
- 1983 – Novas noticias (óleo/lienzo, 116 x 89 cm)
- 1987 – Moza (óleo/lienzo, 55 x 46 cm)
- 1988 – Maternidade (óleo/lienzo, 55 x 46 cm)
- 1988 – Mourente (óleo/lienzo, 162 x 114 cm)
- 1988 – Feira (óleo/lienzo)
- 1988 – Maternidade dando o peito (óleo/tabla 38 x 46 cm)
- 1988 – Irmáns (óleo/lienzo, 65 x 50 cm)
- 1989 – Os paraguas (óleo/lienzo, 65 x 49 cm)
- 1989 – O berro (escultura, bronce)
- 1989 – Moza (óleo/lienzo)
- 1990 – Descoñecida (óleo/lienzo, 41 x 33 cm)
- 1990 – A ollada (óleo/lienzo, 61 x 50 cm)
- 1992 – Na festa (óleo/lienzo)
- 1992 – Nontronte, onte e hoxe (óleo/lienzo)
- 1993 – Choronas de Coiro (escultura, bronce)
- 1994 – Alumeando as terras polo camiño da fraga (óleo/lienzo, 55 x 46 cm)
- 1994 – A cata do albariño (óleo/lienzo, 100 x 81 cm)
- 1995 – Na feira de Arzúa (óleo/lienzo, 96 x 55 cm)